# Balade d'hiver
Balade d'hiver (titre original en anglais : Winter) est un essai de l'écrivain américain Henry David Thoreau publié en 1888. Le titre est parfois traduit par Une promenade en hiver.